# Svetogorsk
Svetogorsk (russisk: Светого́рск; finsk: Enso) er en industriby i Leningrad oblast i Rusland. Byen ligger på det Karelske næs ved floden Vuoksi. Byen ligger 1 km fra den finske grænse, 5 km fra den finske by Imatra, og 207 km fra Sankt Petersborg.

## Historie
Enso träsliperi, der lå i Jääskis’ sogn, Viborgs län i Finland ved jernbanestationen af samme navn, hvorfra der gik sidespor til fabrikken, blev oprindeligt grundlagt i 1887 af friherre A. Standertskjöld og overgik i 1889 til et af ham etableret aktieselskab med en aktiekapital på 1,3 millioner finske mark. Fabrikken producerede brunt og hvidt pap, som blev eksporteret til England, Tyskland og Rusland. Produktionen voksede og nåede i 1906 op på omkring 12.000 ton og er samlet værdi på 1,8 mio. mk. Antallet af ansatte nåede på samme tidspunkt op på omkring 500. Enso voksede således efterhånden til at blive en betydelig by.
Ved Fredstraktaten i Moskva efter Vinterkrigen 1939-40 blev byen tvangsafstået til Sovjetunionen i 1940.. I følge protokollatet til fredstraktaten skulle de finske tropper være trukket tilbage byen d. 25. mats 1940. Først efter adskillige diskussioner mellem den sovjetiske udenrigsminister Vjatjeslav Molotov og den finske ambassadør Juho Kusti Paasikivi trak de finske tropper sig tilbage i løbet af sommeren 1940 blot for at genindtage byen under fortsættelseskrigen.
Finland holdt byen besat frem til 1944. Byen blev igen overdraget til Sovjetunionen ved Våbenhvilen i Moskva efter Finlads nederlag i fortsættelseskrigen. Grænsedragningen blev efterfølgende anerkendt ved Fredsaftalerne i Paris i 1947. Den finske befolkning blev ifølge fredsaftalen genbosat i Finland, mens indvandrere fra det central Rusland blev forflyttet til det Karelske næs.
I 1948 blev byen omdøbt til Svetogorsk. Den 9. december 1960 blev Lesogorskij rajon, som Svetogorsk havde været en del af, nedlagt, og byen blev en del af Vyborg rajon.
I 1972 fik Finland tildelt opgaven med at bygge en ny stor cellulose- og papirmølle i Svetogorsk. Projektet blev finansieret med sovjetiske olieleverancer. Projektet blev også starten på styrkede forbindelser over grænsen.

## Industri
Inden Vinterkrigen husede byen en stor fabrik fra Enso-Gutzeit Oy, det finske pulp og papirselskab (nu Stora Enso). I Fredstraktaten i Moskva blev den nye grænse bevidst trukket således at fabrikskomplekset kom til at ligge på den sovjetiske side. Byens største industri er fortsat pulp og papir.
OAO Svetogorsk, en af de største papirmøller i Rusland, er byens store arbejdsplads. Fabrikken dækker et område på 2 kvadratkilometer og fremstiller pulp, trykkepapir og pap. Varemærkerne omfatter Svetocopy og Ballet kontorpapir. Siden december 1998 har størstedelen af OAO Svetogorsk været ejet af International Paper. Ved slutningen af 2001 beskæftigede fabrikken 3.000 ansatte. I 2008 var dette faldet til 2.200.
Lige ved siden af OAO Svetogorsk ligger en servietfabrik. Denne var oprindelig en del af den oprindelige papirmølle, men blev solgt til SCA da OAO Svetogorsk blev købt fra Tetra Laval, som ejede fabrikken siden 1995. Svetogorsk Tissue, som den udskilte fabrik blev kaldt, blev en integreret del af SCA Hygiene Products Division i 2003. Den beskæftiger omkring 400 medarbejdere. Produkterne omfatter Zewa og Tork mærkerne af papirservietter og toiletpapir.

## Grænse
Grænsen mellem Imatra og Svetogorsk spiller en nøglerolle i transporten af tømmer mellem Rusland og Finland. Omkring 150 ansatte pendler dagligt fra Imatra til papirfabrikkerne. Grænseovergangen, som havde midlertidig status, var en hyppig årsag til flaskehalse på grund af langtrukken toldbehandling og utilstrækkelige faciliteter. En russisk-finsk aftale i 1997 tillod at grænseovergangen fik permanent karakter. Dette projekt til €7 mio blev finansieret af EU gennem TACIS programmet i årene mellem 1999 og 2002, hvor den nye internationale grænseovergang, som kan håndtere 1.300 biler i døgnet, åbnede den 2. juli. Yderligere TACIS-programmer er planlagt frem til 2010, herunder forbedring af byens infrastruktur og udvikling af en industripark med særlige skattesatser.